# Juventus (együttes)
A Juventus 1968–77 között működő magyar beatzenekar volt. Dalaik kislemezeken jelentek meg; egy ideig Kovács Katit kísérték.

## Tagok
- 1968–71: Pápai Faragó László (billentyűsök, vokál), Hanka Péter (gitár), Varga Dénes (basszus), Elekes Zoltán (szaxofon), Szigeti Béla (dob)
- 1971–72: Pápai (billentyűsök, vokál), Tátrai Tibor (gitár), Csomós Péter (gitár), Sipos Péter (basszus), Csurgai Attila (dob)
- 1972–73: Pápai (billentyűsök, vokál),  Kékes Zoltán (gitár), Csomós (gitár), Sipos  (basszus), Csurgai Attila (dob)
- 1975: Csomós (gitár, vokál), Dandó Péter (basszus), Zdroba Dániel (billentyűs), Lifka Mihály (rézfúvósok), Szalontay Ferenc (rézfúvósok), Csurgai Attila (dob)
- 1976–77: Csomós (gitár, vokál), Szénich János (gitár), Póka Egon (basszus), Csurgai Attila (dob)

## Történet
Pápainak, a Syrius együttes orgonistájának személyi ellentéte volt a zenekarvezető Baronits Zsolttal. Ebben a meglehetősen feszült légkörben már nem tudtak együtt dolgozni, a Syriuson belül kenyértörésre került sor. Pápai, Fehér Lajos, Varga Dénes, Molnár Ákos és Hanka Péter alapította meg az új együttest, Juventus néven.
A zenekar névadója Ambrus Kyri, aki ebben az időben Pápai felesége volt. Az együttes neve latin eredetű, jelentése: fiatalság. Számaikat is ennek jegyében komponálták. Első koncertjükre 1968 novemberében, a komáromi színházban került sor, a tévénézők pedig december 1-jén láthatták az új beat-együttest, a Slágerkupa elnevezésű televíziós műsorban. Itt Poór Pétert kísérték, valamint Molnár Ákos szerzeményét adták elő, Nem kell tagadni címmel.
Molnár komponálta az Óriáskerék, Süt a nap, Rozi 69, Zsíros kenyér, Tavirózsák c. számok zenéjét. Második fontos megmérettetésük 1969-ben volt: ekkor indultak a Táncdalfesztiválon, Ilyen voltam c. számukkal.
1970-ben kisebb változás következett be a zenekar életében: Pápai összerúgta a port Molnárral, aki rövid időre ki is vált az együttesből. Ekkor a felállás így alakult: Pápai (villanyorgona, vokál); Fehér (dob), Hanka (szólógitár), Varga (basszusgitár), Elekes (szaxofon). Ilyen felállásban játszottak 2–3 hónapig, aztán újra Molnár lett az együttes szaxofonosa.
A Pápai–Fehér–Hanka–Varga–Molnár felállás ’71 elejéig volt együtt. Ez évben a zenészkollégák a Metróhoz csatlakoztak, külföldön hakniztak, Varga pedig felhagyott az aktív zenéléssel. Nagy opuszuk címével élve: Véget ért egy fejezet. 
Ugyanebben az évben beat-robbanás söpört végig a budapesti együtteseken, s ez a Juventust is érintette. A kaotikus állapotok közepette zenekarok alakultak át, szűntek meg. 1971-ben a Juventus két felállást ért meg, amelyből az egyik kevésbé ismert.
Márciusban Hanka, Elekes, Szigeti és Tóth a Metró együttesben folytatták a zenélést. Ezután csatlakozott Pápaihoz és Siposhoz a Hungáriából Csomós Péter és Tóth József, valamint a Kárpátia együttesből Tátrai Tibor. Tóth két hetet dobolt itt, majd Amerikába disszidált.
’71-ben a Magyar Ifjúság 46. száma írt az ujjáalakult Juventusról. ’72-ben részt vettek a VI. Táncdalfesztiválon, melyen Kovács Kati Add már uram az esőt c. számát kísérték, ami meghozta nekik az első díjat. Indultak saját számmal is, Lenn a folyónál címmel. Még ez év folyamán Tátrai kilépett, és a Syriusban folytatta; helyét Kékes Zoltán vette át.
1973-tól Kékes, Sipos és Csurgai a Hungáriában zenélt tovább. Csomós és Pápai ’73–75 között Németországban haknizott. 1975-ben Pápai átruházta a Juventus nevet Csomósra. ’75–77 közt a következő zenészek fordultak meg az együttesben: Dandó Péter, Zdroba Dániel, Lifka Mihály, Szalontay Ferenc, Szénich János, Póka Egon, Fogarasi János. 
1977-ben még indultak a Metronóm ’77 fesztiválon, Kapaszkodj c. dalukkal, de végül nyáron az együttes feloszlott.

## Kislemezek
- Óriáskerék (Qualiton SP 579, 1968)
- Ilyen voltam (Qualiton SP 607, 1969)
- Süt a nap / Rozi '69 (Qualiton SP 638, 1969)
- Zsíroskenyér / Tavi rózsák (Qualiton SP 657, 1969)
- Véget ért egy fejezet / Ilyen voltam (Qualiton SP 687, 1970)
- Ha jártál ott / Fehér virág (Qualiton SP 876, 1971)
- Da da da, da da da / 24 óra (Pepita SP 895, 1971)
- Aphrodite emlékére / Tedd azt, amit éppen szeretnél (Pepita SP 920, 1972)
- Kék égbolt / Egy pont a térben (Pepita SP 925, 1972)
- Oh, Bangla Desh / Akit felkapott a szél (Pepita SP 957, 1972)
- Jöjjetek velem (Pepita SP 979, 1973)
- Lenn a folyónál (Pepita SP 70017, 1972)
- Kapaszkodj (Pepita, SPS 70263, 1977)